# Anomala vietnamica
Anomala vietnamica är en skalbaggsart som beskrevs av Miyake 1996. Anomala vietnamica ingår i släktet Anomala och familjen Rutelidae. Inga underarter finns listade i Catalogue of Life.